# Ильпинский полуостров
Ильпинский полуостров — полуостров в северо-восточной Азии на территории Камчатского края России. Вдаётся на 40 км в Берингово море.
Ильпинский полуостров находится к западу от полуострова Говена. На поуострове находится Ильпинский мыс (самая южная точка полуострова). Также на полуострове находятся мысы Валакыл (западнее Ильпинского мыса) и Ложно-Ильпинский, Ориа, Ара, Приятель (восточнее мыса Ильпинский). Крупные реки: Навлигинмываям, Лингинмываям, Лапареламваям, Альховаям, Гатымынваям, Хитаваям, Митанраваям. Полуостров разделяет залив Анапка и залив Корфа Карагинского залива. На восточном побережье полуострова лагуна Легунмун (Кааляк) и бухта Гека.
Рельеф полуострова в северо-западной части равнинный, а в юго-восточной горный. Высочайшая точка на восточном побережье — 494 м. К высоким также относятся горы: Кангылкын (480 м), Вилунай (403 м) и др.
Рядом с полуостровом глубины моря до 200 м. Тектоническим продолжением Ильпинского полуострова являются скалы Окиман и остров Верхотурова.